# Oak Point (Texas)
Oak Point város az USA Texas államában, Denton megyében. Lakosainak száma 4357 fő (2020. április 1.).

## Népesség
A település népességének változása:

| 2010 | 2 786 |
| 2020 | 4 357 |